# Міністр закордонних справ Бахрейну
Міні́стр закордо́нних справ Бахре́йну — посада керівника Міністерства закордонних справ Бахрейну, який очолює міністерство та здійснює керівництво діяльністю усіх органів дипломатичної служби королівства.

## Міністерство закордонних справ Бахрейну
Міністерство закордонних справ Бахрейну створено в 1971 році указом Еміра, який також визначив його обов'язки та відповідальність, і того ж року прийнято указ Амірі № (4) за 1971 рік, що регулює дипломатичний і консульський корпус. Згідно з указом, Міністерство закордонних справ взяло на себе відповідальність за координацію та реалізацію всіх питань, пов'язаних із зовнішньою політикою держави та її міжнародними відносинами з іншими країнами та міжнародними організаціями, а також піклування та захист інтересів громадян Бахрейну за кордоном.
Міністерство закордонних справ працювало в приміщенні Будинку уряду (Dar Al Hukuma) до 1983 року, коли воно переїхало у свою нинішню будівлю.
Незабаром після створення Міністерства закордонних справ Королівство Бахрейн почало брати участь у арабських самітах і зустрічах міністрів закордонних справ арабських країн, сесіях Генеральної Асамблеї ООН (ГА ООН), міністерських засіданнях Ради Безпеки ООН (РБ ООН), Рух неприєднання (NAM), Організація ісламського співробітництва (OIC) і саміти та зустрічі на рівні міністрів Ради співробітництва Перської затоки (GCC).

## Міністри закордонних справ Бахрейну
| # | Ім'я                                      | Фото | Початок         | Кінець          |
| - | ----------------------------------------- | ---- | --------------- | --------------- |
| 1 | Мухаммед ібн Мубарак ібн Хамад Аль Халіфа |      | 12 січня 1969   | 29 вересня 2005 |
| 2 | Халід бін Ахмед Аль Халіфа                |      | 29 вересня 2005 | 11 лютого 2020  |
| 3 | Абдуллатіф бін Рашид аль-Заяні            |      | 11 лютого 2020  | Нині на посаді  |